# کزون سیتی
کِزون سیتی (نیز: کوئیزون سیتی و کویزون سیتی) (Quezon City) یکی از شهرهای کشور فیلیپین است. این شهر بخشی کلانشهر مانیل به حساب می‌آید و پرجمعیت‌ترین شهر فیلیپین است. شهر کوئیزون در جزیرهٔ لوزون در شمال این کشور قرار گرفته است و از مراکز مهم تجاری و صنعتی فیلیپین به شمار می‌رود. نام این شهر برگرفته از نام یکی از رئیسان جمهور پیشین این کشور، مانوئل کوئیزون است.

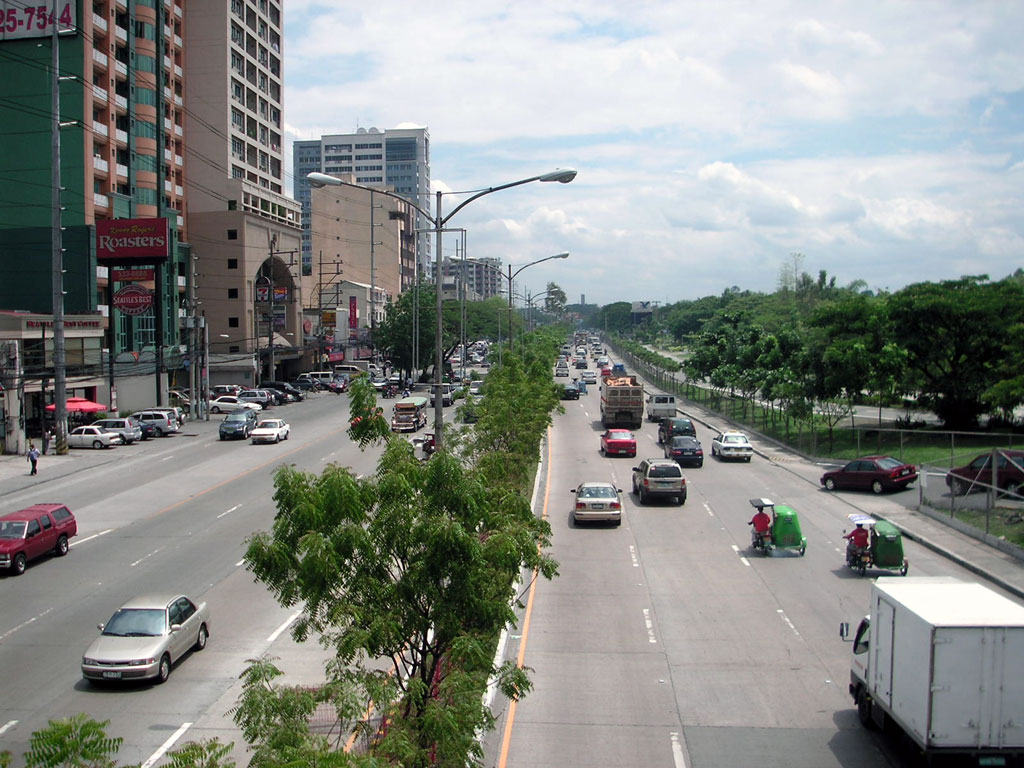
خیابانی در کزون سیتی.

جمعیت آن در سال ۲۰۰۷ میلادی برابر ۲،۶۷۹،۴۵۰ نفر گزارش شده است که پرجمعیت‌ترین شهر فیلیپین است. مساحت این شهر ۱۶۰ کیلومتر مربع است.
کزون سیتی در گذشته پایتخت کشور فیلیپین بود که بعدها با ادغام در کلانشهر مانیل جایگاه خود را از دست داد.